# Secret Service (pel·lícula de 1919)
Secret Service és una pel·lícula muda de la Famous Players-Lasky dirigida per Hugh Ford i protagonitzada per Robert Warwick. Basada en l’obra de teatre homònima de William Gillette, es va estrenar el 15 de juny de 1919. Es considera una pel·lícula perduda.

## Argument
Durant la Guerra Civil dels Estats Units, el capità Lewis K. Dumont, un expert telegrafista de l'exèrcit de la Unió, es disfressa de soldat confederat i creua les línies enemigues per provocar la caiguda de Richmond. Dummont rescata l'oficial sudista Howard Varney i s'enamora de la seva germana, Edith. El germà del capità, Henry, es deixa capturar, la qual cosa li permet transmetre informació a Lewis. Benton Arrelsford, un pretendent rebutjat per Edith i cap del Servei Secret Confederat, creu que Lewis és un espia i li posa un parany permetent que Henry s’escapi. Lewis i Henry es troben a la casa dels Varney i Lewis dispara al seu germà com a presoner de guerra fugit. Benton finalment atrapa Lewis, que és arrestat i condemnat a mort. Tanmateix, les forces de la Unió capturen Richmond permetent el retrobament d'Edith i Lewis.

## Repartiment
- Robert Warwick (major Lewis K. Dumont)
- Wanda Hawley (Edith Varney)
- Theodore Roberts (general Harrison Randolph)
- Edythe Chapman (Mrs. Varney)
- Raymond Hatton (tinent Howard Varney)
- Casson Ferguson (Wilfred Varney)
- Robert Cain (capità Henry Dumont)
- Irving Cummings (Benton Arrelsford)
- Guy Oliver (Jonas)
- Lillian Leighton (Martha)
- Stanley Wheatcroft (tinent Maxwell)
- Shirley Mason (Caroline Mitford)